# Dope (film)
Dope is een Amerikaanse film uit 2015, geschreven en geregisseerd door Rick Famuyiwa. De film ging in première op 24 januari op het Sundance Film Festival in de U.S. Dramatic Competition.

## Verhaal
Malcolm woont in The Bottoms, een van de ruigste buurten in Inglewood (Californië). Hij volgt high school en is een fan van de hiphop van de jaren 1990. Hij droomt ervan naar de Harvard-universiteit te gaan, maar moet ook zien te overleven in zijn omgeving. Wanneer een plaatselijke drugsdealer Malcolm en zijn vrienden uitnodigt op een verjaardagsfeest, loopt alles grondig mis. Tijdens een vuurgevecht verstopt een dealer een grote hoeveelheid MDMA in Malcolm's rugzak, waarna een groep betrokkenen achter hem aangaat. 
Later wordt Malcolm bericht dat hij is afgewezen voor Harvard. Hij gaat naar school en komt erachter dat de man die hem geweigerd heeft, tevens de eigenaar is van de gestolen drugs. De man doet Malcolm een aanbod: als hij de drugs wil verkopen zal de man hem toch toelaten.
Malcolm gaat druk op zoek naar mensen om hem te helpen met dealen en uiteindelijk komen hij en zijn vrienden tot het besluit de drugs voor bitcoins te verkopen en ze op een groot feest te promoten. Ze komen binnen door als band op te treden en verkopen enkele zakjes contant. De drug, die de bijnaam Lily krijgt, wordt een onverwacht groot succes via sociale media en Malcolm verkoopt de hele voorraad voor ruim $200.000,-. Vervolgens overhandigt hij die bitcoins op een ontraceerbare schijf aan de man van Harvard en wordt hij toch toegelaten.

## Rolverdeling
| Acteur                               | Personage  |
| ------------------------------------ | ---------- |
| Shameik Moore                        | Malcolm    |
| Tony Revolori                        | Jib        |
| Kiersey Clemons                      | Diggy      |
| Blake Anderson                       | Will       |
| Zoë Kravitz                          | Nakia      |
| Kimberly Elise                       | Lisa Hayes |
| Chanel Iman Robinson                 | Lily       |
| Rakim Athelaston Mayers / A$AP Rocky | Dom        |

## Ontvangst
Dope werd over het algemeen heel goed ontvangen door critici, de film scoort een sterke 87% op Rotten Tomatoes, een 7,5 op IMDb en 72% op metacritic. De film werd geprezen door zijn originaliteit wat betreft personages - nerds met een jaren '90 obsessie - en sterke acteurs, die regelmatig aanstormende talenten werden genoemd. De film kreeg echter wel kritiek voor de controversiële verhaalwending: namelijk dat Malcolm op Harvard komt door drugs te dealen.

## Prijzen & nominaties
| jaar | prijs                  | categorie                                                  | genomineerde(n) | uitslag  |
| ---- | ---------------------- | ---------------------------------------------------------- | --------------- | -------- |
| 2015 | Sundance Film Festival | U.S. Dramatic Special Jury Award for Excellence in Editing | Lee Haugen      | Gewonnen |